# تحصیل جرانوالا
تحصیل جرانوالا (به انگلیسی: Jaranwala Tehsil) یک تحصیل در پاکستان است که در ناحیه فیصل آباد واقع شده‌است. تحصیل جرانوالا ۱٬۷۷۰٫۰۴ کیلومتر مربع مساحت و ۱٬۲۹۶٬۵۱۴ نفر جمعیت دارد.